# Pokémon Let's Go, Pikachu! y Let's Go, Eevee!
Pokémon Let's Go, Pikachu! y Let's Go, Eevee! (ポケットモンスター Let's Go! ピカチュウ・Let's Go! イーブイ, Poketto Monsutā Let's Go! Pikachū・Let's Go! Ībui) son dos videojuegos RPG pertenecientes a la franquicia Pokémon desarrollados por Game Freak y publicados por Nintendo y The Pokémon Company para Nintendo Switch. Los juegos están basados en Pokémon Amarillo y cuentan con ciertas mecánicas tomadas de Pokémon GO. Son la primera entrega de la saga principal de Pokémon para Nintendo Switch, así como la primera para una consola de sobremesa.
Los juegos fueron anunciados durante una conferencia de prensa en Tokio, Japón el 28 de mayo de 2018. Son compatibles un nuevo accesorio, una Poké Ball que permite almacenar a un Pokémon y salir de paseo con el mismo. Además cuenta con integración con Pokémon GO, permitiendo poder enviar Pokémon desde Pokémon GO a los nuevos juegos.

## Desarrollo
Pokémon Let's Go, Pikachu! y Pokémon Let's Go, Eevee! fueron revelados durante una conferencia en Japón el 30 de mayo de 2018.  Están principalmente concentrados hacia una audiencia joven y a quienes son nuevos a la franquicia Pokémon. El director Junichi Masuda declaró que los juegos podrían ser considerados "remakes" de Pokémon Amarillo, explicando que Amarillo era para jugadores más jóvenes porque  incorpora elementos del anime de la serie televisiva.
Masuda decidió hacer a Eevee como la mascota de la otra versión del juego porque reconoció que este es popular y abundante en los fanart. El previamente había considerado usar a Psyduck, pero cambio de idea al final, esto porque Psyduck es del mismo color que Pikachu.
A pesar de ser el primer juego RPG de Pokémon para la plataforma, Pokémon Let's Go, Pikachu! y Let's Go, Eevee! son un proyecto separado del juego anunciado durante la presentación del E3 2017, el cual es otro juego de la saga principal que está planificado para mediados de 2019 para la Nintendo Switch y seguirá el estilo clásico de Pokémon Sol y Luna.

## Jugabilidad
Los juegos se desarrollan en la región de Kanto. Cuenta con los elementos comunes de la franquicia, como entrenadores pokémon y combates de gimnasio, pero la mecánica para capturar es diferente, basada en el juego spin-off para móviles Pokémon GO, donde los jugadores lanzan las Poké Ball utilizando los controles de movimiento del Joy-Con. Como en Pokémon GO, los jugadores no pueden batallar con los Pokémon salvajes, sólo les capturan. El jugador puede, aun así, batallar con  entrenadores Pokémon. El esquema del juego está diseñado para sólo requerir un Joy-Con por jugador. De modo parecido a Pokémon Amarillo, el jugador empezará con Pikachu o Eevee según la versión, el cual seguirá al jugador en el mundo y no quedarse dentro de la Poké Ball. Los juegos también tienen un modo multijugador co-operativo, así como la integración con Pokémon GO para intercambiar regalos y Pokémon entre los dos juegos.

### Poké Ball Plus

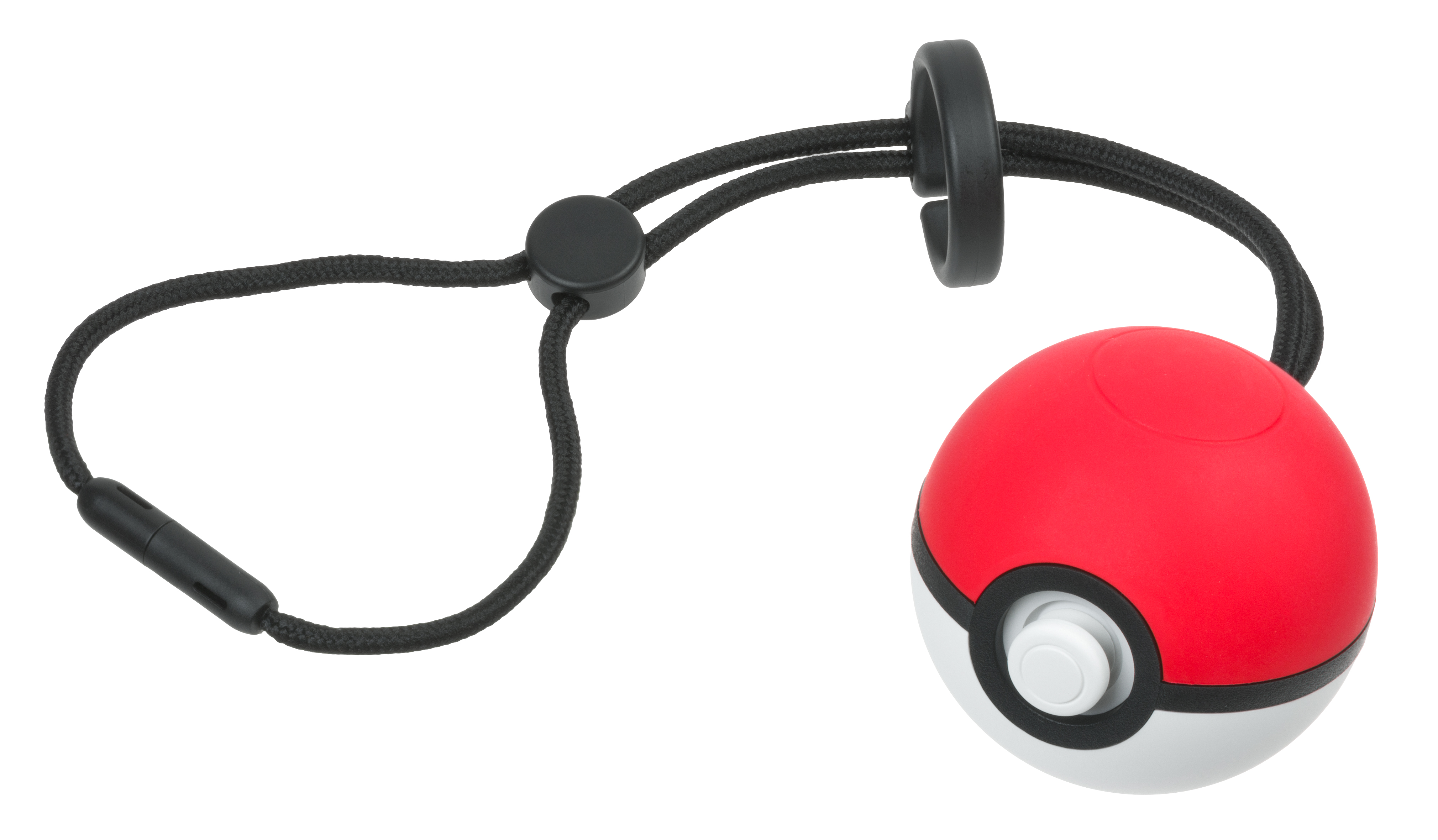
El controlador Poké Ball Plus (foto).

Los juegos son compatibles con la Poké Ball Plus, un controlador opcional con forma de Poké Ball que cuenta con un stick analógico, soporte de control de movimiento, retroalimentación HD Rumble y efectos de iluminación. El stick analógico funciona como un botón de captura en caso de que el jugador no desee utilizar los controles de movimiento. Durante la presentación de Nintendo Direct en el E3 2018 de Nintendo el 12 de junio de 2018, se reveló que la Poké Ball Plus vendría junto a un Mew que se puede transferir a los juegos. Posee funciones similares a las del Pokewalker al poder ser usada para llevar a Pokémon a dar un paseo por el mundo real.